# Stadio Provinciale di Trapani
Stadio Provinciale di Trapani – stadion sportowy w Erice, na przedmieściach Trapani, we Włoszech. Został otwarty 30 października 1960 roku. Może pomieścić 7787 widzów. Swoje spotkania rozgrywają na nim piłkarze klubu Trapani Calcio.
Budowa stadionu rozpoczęła się w 1957 roku. Pierwotnie powstała część trybun zaprojektowanych tak, by otaczały bieżnię stadionu od strony północnej, wschodniej i południowej, w kształcie litery C. Ostatecznie wybudowano jednak około 60% tych trybun (ich południowa część nigdy nie doczekała się realizacji). W takim kształcie obiekt został zainaugurowany 30 października 1960 roku. W 1987 roku oddano natomiast do użytku zadaszoną trybunę po stronie zachodniej. Po awansie Trapani Calcio do Serie B w 2013 roku, kosztem wyłączenia z użytku bieżni lekkoatletycznej, powstały tymczasowe trybuny za północną i południową bramką, zainstalowano również boisko ze sztuczną murawą oraz oświetlenie. Na stadionie grała m.in. piłkarska reprezentacja Włoch do lat 21, a także kadra kobiet, był on też jedną z aren turnieju piłkarskiego podczas XIX Letniej Uniwersjady w 1997 roku.